# Kurokawa Toshio

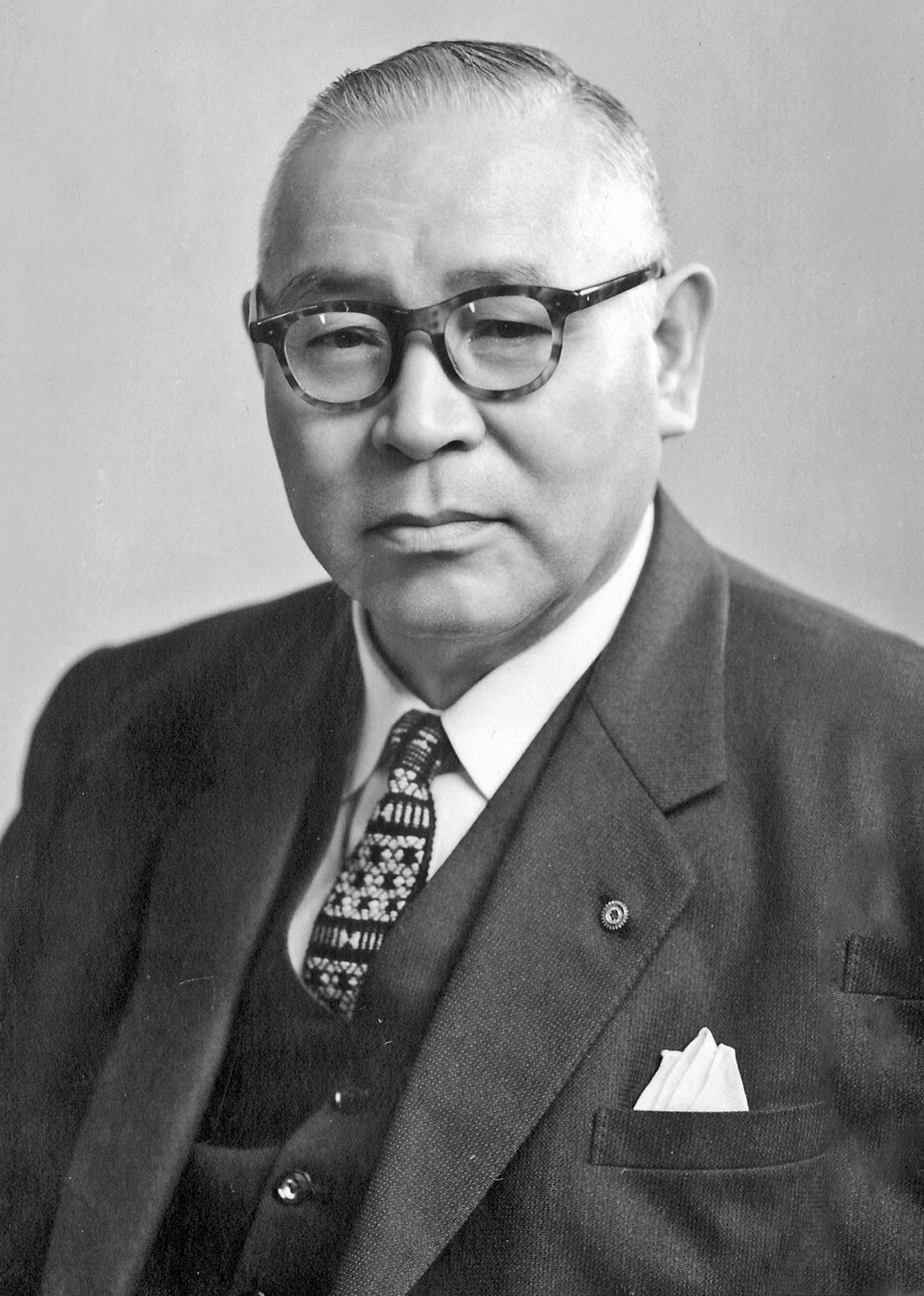
Kurokawa Toshio

Kurokawa Toshio (japanisch 黒川 利雄; geboren 15. Januar 1897 in Mikasa (Präfektur Hokkaidō); gestorben 21. Februar 1988) war ein japanischer Internist.

## Leben und Wirken
Kurokawa Toshio machte 1922 seinen Studienabschluss an der Medizinischen Fakultät der Universität Tōhoku. Er befasste sich mit den Erkrankungen der Verdauungsorgane. 1927 erwarb er den Doktor-Titel, 1930 hielt er sich an der Universität Wien auf und bildete sich in der Röntgentechnologie weiter. 1941 wurde er Professor an seiner Alma Mater, 1948 Dekan der Medizinischen Fakultät, 1957 Präsident.
1956 publizierte Kurokawa zusammen mit Nishiyama Shōji (西山 正治; 1922–1993) „Kamera zur indirekten Registrierung von Röntgenstrahlen“ (黒川・西山式レ線間接狙撃撮影機, Kurokawa/Nishiyama rentogen-sen kansetsu sogeki satsuei-ki) und rüsteten damit Fahrzeuge aus und führten mit dem, nach der heimischen Präfektur „Miyagi Methode“ genannten Verfahren Reihenuntersuchungen zur Magenkrebs-Erkrankung durch. Später wurde die Methode durch die optische Sonde ergänzt.
1968 wurde Kurokawa als Person mit besonderen kulturellen Verdiensten geehrt und im gleichen Jahr mit dem Kulturorden ausgezeichnet. 1986 wurde er, als erster und bisher einziger Nichtabsolvent der Universität Tōkyō, Präsident der Akademie der Wissenschaften.
Weiterer Publikationen sind
- „Röntgenuntersuchungen des Verdauungsapparates“ (消化管のレントゲン診断, Shōkakan no rentogen shindan), 1936
- „Diagnose von Magen- und Zwölffingerdarm-Geschwüren“ (胃および十二指腸潰瘍の診断, I oyobi jūnishichō-kaiyō no shindan), 1942